# Timandra paralias
Timandra paralias là một loài bướm đêm trong họ Geometridae.